# Георгий (городище)
Георгий — мысовое городище VIII—XI веков в Новгородской области. Находится на территории Ракомского сельского поселения Новгородского района, на левом берегу реки Веряжа, в 1,2 км к югу от деревни Георгий и в 300 метрах вверх по течению Веряжи от селища Васильевское 1. Предполагается, что городище Георгий прикрывало селища Васильевское 1, Васильевское 2, Георгий 1 и Георгий 2. Всхолмление, на котором располагаются городище Георгий и селище Васильевское 1, в весенне-летний период половодья превращается в остров. Первоначальный облик поселения и его укреплений, вероятнее всего, был близок Сергову Городку, расположенному в низовьях Веряжи.

## Исследования
Впервые вал городища у ныне не существующей деревни Заостровье упомянут в работе И. С. Романцева в 1911 году. В середине 1950 годов городище было осмотрено М. М. Аксёновым, а в 1958 и в 1979 году раскопки на площади 166 м² проводил С. Н. Орлов. В культурном слое и в хозяйственных ямах, углублённых в материк, была обнаружена исключительно лепная керамика, представленная как горшками «ладожского типа» с чёткими ребристыми плечиками, так и горшками с плавным переходом от слабопрофилированного горла к расширяющемуся ту́лову. При раскопках на городище, как и на селище Васильевское 1, был обнаружен железный нож, рукоять которого завершалась двумя волютами. Подобные ножи трактуют как предметы жреческого языческого культа и связывают с расселением разрозненных групп дунайских славян на восточнославянской территории. М. М. Аксёнов и С. Н. Орлов отнесли основной слой поселения к VIII—IX векам. Этот слой уходит под насыпь вала, строительство которого, по мнению С. Н. Орлова и В. В. Мавродина, связано с устройством на этом месте усадьбы феодала в X или XI—XII веках. В 1983 году городище было обследовано Новгородской областной экспедицией. В 1989—1993 годах экспедицией было вскрыто 444 м². Были обнаружены при промывке янтарная, сердоликовая, четыре глиняных, 248 стеклянных бусин (из них — 246 бисерин), бронзовые трапециевидные браслеты, калачевидное кресало, костяной амулет, обломок сланцевого тесла, части льячек и тиглей, оселки, пряслица и многое другое. В одной из хозяйственных ям было найдено несколько монет, среди которых И. Г. Добровольскому удалось определить арабо-сасанидскую драхму второй половины VII века, омайядский дирхем 713/714 годов чеканки и аббасидский дирхем второй пол. VIII века—нач. IX века, чеканенный в Мадинат ас-Салам. Раскопки показали, что посёлок сначала не был укреплён, о чём свидетельствует культурный слой плотного серого гумуса под валом толщиной 0,26 метра.
На следующем этапе существования поселения (не позднее первой половины X века по данным радиоуглеродного анализа) оно было обнесён валом высотой 0,6—0,7 метра и шириной ок. 5 метров, который минимум трижды досыпался в X веке. До того как появилось поселение, этот участок распахивался. Палинологический анализ, проведённый в 1991 году Г. М. Левковской показал господство пыльцы травяно-кустарниковых растений — 75,5 %. Древесных пород было 17,8 %, спор — 6,7 %. Немецкие палеоботаники из Института до- и протоистории Кильского университета выявили среди возделываемых культур все виды зерновых: ячмень, просо, пшеница, рожь и овёс. Преобладали просо и ячмень — 26,1 % и 18,1 % соответственно, три вида пшеницы — 17 %, начинала возрастать роль ржи — 6,6 %. Среди бобовых растений преобладал горох огородный, возделывание которого было характерно для славянского населения. По данным английских остеологов, наибольшее количество костей, встреченных на поселении, принадлежит останкам свиней — 47 % и крупного рогатого скота — чуть менее 38 %. Костей лошадей и мелкого рогатого скота — 9 % и 6 % соответственно. Останков диких животных на городище — 4,3 % (кости лося, бобра, медведя, рыси и белки). Птицы представлены только гусями и утками. В уловах жителей поселения Георгий преобладали лещ, судак, щука и окунь. Городище сильно подмыто со стороны реки Веряжи. Городище Георгий, как единственное укреплённое поселение в центре поозерской поселенческой зоны, было административным и, вероятно, военным центром. Однако, к концу X века — в начале XI века, в период интенсивного укрепления новгородской административной системы и государственности, городище потеряло своё значение и было заброшено.
Городище Георгий, как и городища Рюриково городище и Сергов городок, фактически представляют собой укреплённые корабельные стоянки. Георгий возник на руинах сожжённого поселения — под его валом в слое пожара была найдена сгоревшая срубная постройка с рассыпанными в ней наконечниками стрел. Вероятно, городища Поозерья являются вторичными и внешними по отношению к системе расселения V—IX веков и отражают отнюдь не мирное появление в сложившихся аграрных округах какой-то экстрарегиональной силы.